# Municipio de Ropaži
El municipio de Ropažu (en letón: Ropažu novads) es uno de los 36 municipios de Letonia, que abarca una pequeña porción del territorio de dicho país báltico. Fue creado durante el año 2005 después de una reorganización territorial. La capital es la villa de Ropaži.

## Ciudades y zonas rurales
- Ropažu pagasts (zona rural)

## Población y territorio
Su población se encuentra compuesta por un total de 6.832 personas (2009). La superficie de este municipio abarca una extensión de territorio de unos 322 kilómetros cuadrados. La densidad poblacional es de 21,22 habitantes por cada kilómetro cuadrado.